# 沙罗勒区
沙罗勒区（法語：Arrondissement de Charolles）是法国勃艮第-弗朗什-孔泰大区索恩-卢瓦尔省所辖的一个区。总面积2443.8平方公里，总人口86530，人口密度35人/平方公里（2018年）。主要城镇为沙罗勒、帕赖勒莫尼亚勒、绍法耶。

## 辖区
沙罗勒区辖有126个市镇。